# Торайгировський сільський округ
Торайги́ровський сільський округ (каз. Торайғыр ауылдық округі, рос. Торагыровский сельский округ) — адміністративна одиниця у складі Баянаульського району Павлодарської області Казахстану. Адміністративний центр — село Торайгирова.
Населення — 952 особи (2021; 1085 у 2009, 1320 у 1999, 1817 у 1989).
Станом на 1989 рік існувала Торайгирська сільська рада (села Александровка, Верхній Кизил, Кайнах, Кизилшилік, Малдибулак, Сарикамис, Сарикіяк, Торайгирова). Села Верхній Кизил, Жарикіяк, Кайнах, Малдибулак, Сарикамис були ліквідовані 2005 року.

## Склад
До складу округу входять такі населені пункти:
| Населений пункт     | Старі назви | Населення, осіб (1989) | Населення, осіб (1999) | Населення, осіб (2009) | Населення, осіб (2021) |
| ------------------- | ----------- | ---------------------- | ---------------------- | ---------------------- | ---------------------- |
| Александровка, село | -           | 354                    | 152                    | 123                    | 84                     |
| Верхній Кизил, село | -           | 19                     | 10                     | -                      | -                      |
| Жарикіяк, село      | Сарикіяк    | 12                     | 21                     | -                      | -                      |
| Кайнах, село        | -           | 19                     | 17                     | -                      | -                      |
| Кизилшилік, село    | -           | 481                    | 339                    | 330                    | 272                    |
| Малдибулак, село    | -           | 14                     | 5                      | -                      | -                      |
| Сарикамис, село     | -           | 29                     | 9                      | -                      | -                      |
| Торайгирова, село   | -           | 889                    | 767                    | 632                    | 596                    |